# Sven Laurell
Sven Emanuel Laurell, född 21 oktober 1876 i Undenäs församling, Skaraborgs län, död 29 juni 1946 i Malmö Sankt Johannes församling, Malmö, var en svensk ingenjör.
Efter examen vid Örebro tekniska elementarskola 1895 och vid Technikum i Mittweida, Sachsen, 1899 var Laurell extra elev vid Tekniska högskolan i Charlottenburg fyra terminer under åren 1899–1903. Han var anställd hos AEG och Siemens & Halske i Berlin 1899–1903, hos Nya Förenade Elektriska AB 1904–1906 och 1909–1916, hos Elektriska AB Chr Bergh & Co i Malmö 1907–1908 och från 1916. Han var chef för sistnämnda bolags högspännings- och landsortsavdelning. Han var senare ingenjör på Elektromekanos (Svenska Elektromekaniska Industri AB) filial i Malmö.
Han var gift med Agnes Ida Cecilia Laurell (1881–1978) och de är begravda på Malmö östra kyrkogård.